# Manucher Ghorbanifar
Manucher Ghorbanifar oder Manutschehr Ghorbānifar (* 1945), genannt Gorba, ist ein iranischer Waffenhändler und Nachrichtendienst-Informant.
Ghorbanifar soll wichtige Informationen über US-amerikanische Pläne weitergegeben haben. Er war ein ehemaliger Mitarbeiter des 8. Büros (Gegenspionage) des SAVAK unter der Führung von General Hashemi und später Sprecher des Premierministers Schapur Bachtiar. Er war einer der wichtigsten Mittelsmänner während der Iran-Contra-Affäre. Er war während der Präsidentschaft Ronald Reagans Informant des Nationalen Sicherheitsrats der Vereinigten Staaten und der CIA. Nachdem Verdachtsfälle aufkamen, dass Ghorbanifar keine zuverlässige Quelle sei, ordnete CIA-Direktor William Joseph Casey drei Lügendetektortests an, welche Ghorbanifar alle nicht bestand. In der Folge wurde eine Burn Notice verfasst, Manucher Ghorbanifar als unzuverlässig und unglaubwürdig eingestuft und als Informant verbrannt. Er galt fortan als Lügner, der Nationale Sicherheitsberater der Vereinigten Staaten Robert McFarlane nannte Ghorbanifar

“one of the most despicable characters I have ever met.”

„einen der schändlichsten Charaktere die ich je getroffen habe“

Trotz dieser Vorkommnisse wurde Ghorbanifar, wohnhaft in Nizza, Frankreich, unter Präsident George W. Bush und Dick Cheney während der Besetzung des Irak 2003–2011 erneut als Informant angeworben.
Ghorbanifar, der neben der CIA auch für den Iranischen Geheimdienst gearbeitet hat, soll ebenfalls Informant des französischen Nachrichtendienstes Direction Générale de la Sécurité Extérieure gewesen sein.

## Sekundärliteratur
- Countdown to Terror: The Top-Secret Information that Could Prevent the Next Terrorist Attack on America... and How the CIA has Ignored it, Curt Weldon, 2005
- Truth About Ghorbanifar, Michael Ledeen
- Christopher de Bellaigue: Im Rosengarten der Märtyrer. Ein Porträt des Iran. Aus dem Englischen von Sigrid Langhaeuser, Verlag C. H. Beck, München 2006 (engl. Originalausgabe: London 2004), S. 184–190.